# Élisabeth Antébi
 (juin 2015).
Si vous disposez d'ouvrages ou d'articles de référence ou si vous connaissez des sites web de qualité traitant du thème abordé ici, merci de compléter l'article en donnant les références utiles à sa vérifiabilité et en les liant à la section « Notes et références ».
Élisabeth Antébi, née le 13 juillet 1945 à Paris, est une historienne, animatrice de télévision, éditrice, écrivaine et journaliste française.

## Biographie

### Études
Après un double cursus en Histoire de l'art et en Lettres classiques, et un long passage au Cours Dullin de Théâtre, suivi d'une représentation de George Dandin ou le Mari confondu où elle tient le rôle d'Angélique, Élisabeth Antébi passe un doctorat à l'École pratique des hautes études (EPHE) en histoire des sciences religieuses. Elle a par ailleurs un diplôme de l'Institut Goethe de Grafrath.

### Journaliste
Elle présente l’émission Post-scriptum de février à mars 1971. Fait en tant qu'auteur et réalisatrice plusieurs reportages pour le Service de la Recherche à l'ORTF de Pierre Schaeffer et le Magazine de Jean-François Chauvel sur FR3, puis sur TF1, sur les Jésuites, Alan Watts (émission "Un Certain Regard"), "La Mort de Life et du grand reportage", les écrivains de Science-Fiction ("Les Evadés du Futur", avec Philip K. Dick, Isaac Asimov, Norman Spinrad, Bob Silverberg, Ted Sturgeon, John Brunner). Publie en tant que journaliste indépendante dans L'Express va plus loin, Lui, et bien d'autres magazines dont V.S.D. .

### Éditrice
Travaille pour les éditions Tchou et dirige (et rédige parfois) la collection en huit volumes Arawak sur les Antilles et le Guyane dont elle réunit l'iconographie. Se rend souvent en Haïti. Fonde les éditions Hologramme en 1981, de beaux livres avec une collection de vulgarisation des Sciences et Techniques. Puis elle fonde, toujours avec la publication de Beaux Livres, les Editions Antébi. 

### Vulgarisation des sciences et des techniques
Dans les années 1980, elle se consacre pendant dix ans à la vulgarisation des sciences et des techniques :  elle publie "La Grande Epopée de l'Electronique" (traductions anglaise et allemande) et "Le Génie de la vie : les Biotechnologies" (traductions en anglais, hollandais, japonais).

### Bécherel
Part pour Bécherel, près de Rennes, où elle ouvre une librairie-galerie et lance et dirige le Festival Européen Latin Grec, dont le peintre Georges Mathieu lui offre le logo.

### Düsseldorf
Puis, pendant dix ans encore, elle vit à Düsseldorf où elle enseigne le latin pendant deux ans au lycée français. Elle ouvre, sous les auspices de l’Amitié des Françaises, un Salon de Madame Verdurin/Vert du Rhin. Puis elle fonde un Atelier-Théâtre avec une troupe d'une douzaine de personnes de 13 à 73 ans et monte successivement Chantecler de Edmond Rostand, puis un Cabaret franco-allemand. La troupe joue au Theatermuseum et dans un cabaret-théâtre.
Entre-temps, elle traduit avec Marie-France Saignes Le Petit Nicolas en latin - Pullus Nicolellus, aux éditions IMAV. Elle écrit aussi régulièrement dans Le Petit Journal.com des Français de l'Etranger (en Allemagne) où elle créé la rubrique "Le Génie de la Langue" et dans l'appli IPhilo .

### Retour en France
Au retour en France, elle s'inscrit à l'Ecole du One Man Show et monte un "Seule en Scène" sur l'amour et le langage au temps des algorithmes, "Aïe Tech, une époque épatante" .

## Œuvres
- Les Barreaux surannés, 1963
- Ave Lucifer, 1970 (Calmann Lévy / J'ai lu L'Aventure mystérieuse)
- Les Filles de Madame Claude, 1974 avec Anne Florentin (Livre de poche)
- Droit d'asiles en Union Soviétique, 1976 (Édition Julliard)
- La Grande Épopée de l'Electronique, 1981
- Biotechnologies, le Génie de la Vie, 1983
- Les Énigmes du cerveau, 1985
- Les Jésuites ou la Gloire de Dieu, 1990
- L'Homme du sérail, 1996 (NiL) où elle relate la vie de son grand-père Albert Antébi
- Les Missionnaires Juifs de la France (1860-1939), 1999 (Calmann-Lévy)
- Edmond de Rothschild. L'Homme qui racheta la Terre Sainte, 2003 (Rocher)
- La Chatte à puces au village des livres, 2020 (éd. Maia) https://www.editions-maia.com/livre/la-chatte-a-puces-au-village-des-livres/
- « Le Petit Nicolas  en latin », sur petitnicolas.com (consulté le 31 décembre 2023)